# Dekanat Środkowo-Zachodni (diecezja Tombura-Yambio)
Dekanat Środkowo-Zachodni (ang. Holy Spirit Mid-West Deanery) – jeden z sześciu dekanatów diecezji Tombura-Yambio w Sudanie Południowym z siedzibą w Yangiri.

## Podział administracyjny[1]
Dekanat dzieli się na sześć parafii oraz jedną quasi-parafię
| Parafie                                   |               |                         |
| nazwa                                     | rok założenia | duszpasterz             |
| Sts Peter and Paul Catholic Parish Naandi | 1948          | Fr. Christopher Heatley |
| Regina Mundi Catholic Parish Ezo          | 1954          | Fr. Jacinto Nangi       |
| St. Luke Catholic Parish Yengiri          | 2012          | Fr. Luke Yugue          |
| Holy Trinity Catholic Parish Andari       | 2014          | Fr. Christopher         |
| St. Cecilia Catholic Parish Bagidi        | 2018          | Fr. Jacinto Nangi       |
| Bethlehem Nambia Catholic Parish Ezo      | 2019          | Fr. Jacinto Nangi       |

| Quasi-parafie |                                  |
| nazwa         | parafia-matka                    |
| Banduguyo     | Regina Mundi Catholic Parish Ezo |